# نيمو (الصومال)
نيمو هي مدينة تاريخية في الصومال. تقع جنوب العاصمة مقديشو، وتتكون من منازل حجرية ومساجد مدمرة. أنشأ الباحث الصومالي أويس البراوي في القرن التاسع عشر مدرسة فيها.